# Lethrinops mylodon mylodon
Lethrinops mylodon mylodon es una especie de peces de la familia Cichlidae en el orden de los Perciformes.

## Distribución geográfica
Es un endemismo del lago Malawi (África Oriental).